# DAYS (FLOWの曲)
「DAYS」（デイズ）は、日本のバンド、FLOWの楽曲で、メジャー7枚目（通算11枚目）のシングル。2005年6月1日にKi/oon Recordsより発売。
キャッチコピーは、『MBS・TBS系全国ネット「交響詩篇エウレカセブン」オープニングテーマ』。

## 概要
前作より約1か月という短期間でのリリースで、表題曲は、テレビアニメ『交響詩篇エウレカセブン』のオープニングテーマ。初回仕様盤には、以下の特典が付属した。
- 豪華24Pオープニング原画集（第1期オープニング映像を収録したブックレット）
- 同作のキャラクターデザインを担当する、吉田健一による描き下ろしジャケットステッカー
- 応募特典
  - A賞：FLOWサイン入りのプラスエイト（主人公、レントン・サーストン愛用のスニーカー）（3名）
  - B賞：FLOWオリジナルカラーリングによるニルヴァーシュのプラモデル（50名）
  - C賞：吉田健一描き下ろしのイラストポスター（200名）
- 同アニメのオープニング映像と特別映像を収録したCD EXTRA仕様

## チャート成績・受賞
2005年6月13日付のオリコンチャートで初登場3位にランクイン。シングルとしては「GO!!!」以来のトップ10入り、また、シングルで初のトップ3入りを果たした。累計売り上げは、「贈る言葉」、｢GO!!!」に次いで3番目に高い。
2019年3月1日には、ソニー・ミュージックエンタテインメントのアニメソング人気投票キャンペーン「平成アニソン大賞」においてアーティストソング賞（2000年 - 2009年）に選出された
。

## 収録曲
1. DAYS (4:11)
作詞：KEIGO HAYASHI,KOHSHI ASAKAWA　作曲：TAKESHI ASAKAWA　編曲：FLOW&Seiji Kameda
  - MBS・TBS系アニメ『交響詩篇エウレカセブン』第1期オープニングテーマ[9]、『パチスロ交響詩篇エウレカセブン』CMソング。
  - ストリングスをフィーチャーした4つ打ちの楽曲で、間奏にはラップを取り入れている。なお、このラップ詞はボーカルのKOHSHIが書いた[6]。ギターのTAKE曰く、「新たな方向性を模索し始めた際に最初に上がってきた曲」（要約）[6]。
  - ミュージック・ビデオは、ボーカルのKEIGOをモデルにしたロボット「K-5」を主人公としたストーリーになっている。ちなみにビデオ内には、KEIGOがカメラマン役として後ろ姿ではあるが少しだけ映っている[10]。
  - この曲は元々、ゲーム『エウレカセブン TRI:NEW WAVE』のテーマソングとして制作されていたが、『交響詩篇エウレカセブン』のオープニングテーマに関しての話を受け、KEIGOがアニメの資料に目を通したところ、自分の書いた詞がアニメの世界観とリンクしていると感じ、そのイメージから詞を完成させタイアップが決まった[6]。なお、前述のゲームには「Realize」という曲を提供した。
  - パチスロ版『交響詩篇エウレカセブン』のCMで、この曲が使用されたことがきっかけで着うたでのダウンロード件数を伸ばしてゆき[11]、最終的には60万件を突破した[12]。
2. Journey (3:05)
作詞：KEIGO HAYASHI　作曲：TAKESHI ASAKAWA　編曲：FLOW
3. Fun Time Delivery (3:00)
作詞：KOHSHI ASAKAWA　作曲：TAKESHI ASAKAWA　編曲：FLOW&Takamichi Tsugei
  - 2枚目のベストアルバム『カップリングコレクション』に「Fun Time Delivery 2009」というタイトルで再録されている。
4. DAYS 〜VOCALLESS MIX〜 (4:11)
5. DAYS 〜EUREKA OPENING MIX〜 (1:31)

## 収録アルバム
オリジナル
- 『Golden Coast』 (#1)
  - アルバムバージョンでの収録。また、表記は「Days」となっている。

ベスト
- 『FLOW THE BEST 〜Single Collection〜』 (#1)
- 『カップリングコレクション』 (#1、#3)
  - #1はリミックスバージョン、#3は再録バージョン。

- 『FLOW ANIME BEST』 (#1)
- 「FLOW ANIME BEST 極」(#1)
- 『FLOW THE BEST 〜アニメ縛り〜』 (#1)

コンピレーション
- 『交響詩篇エウレカセブン COMPLETE BEST』 (#1)
- 『レッツゴー!高校軽音部!』 (#1,#4)

## テレビ出演
- 『COUNT DOWN TV』（TBS系、2005年6月4日放送分）
- 『ミュージックステーション』（テレビ朝日系、2005年6月10日放送分）
- 『音楽戦士 MUSIC FIGHTER』（日本テレビ系、2005年6月10日放送分）
- 『ポップジャム』（NHK、2005年7月15日放送分）

## カバー
- m.o.v.e - 2011年9月7日に発売されたアニメソングのカバーアルバム『anim.o.v.e 03』に収録[14]。
- heidi. - 2012年8月1日発売のコンピレーション・アルバム『V-ANIME ROCKS!』に収録。[15]
- 飛蘭 - 2014年3月26日に発売されたアニメソングを中心としたアコースティック・カバーアルバム『FAYvorite』に収録。
- Poppin'Party［戸山香澄（愛美）、山吹沙綾（大橋彩香）］ - 2018年6月30日にゲーム『バンドリ! ガールズバンドパーティ!』に追加収録[16]。2019年3月16日発売の『バンドリ！ ガールズバンドパーティ！ カバーコレクション Vol.2』でCD初収録。
- Happy Around! - 2021年1月20日発売のカバー・アルバム『D4DJ Groovy Mix カバートラックス vol.1』に収録。